# Веледницька волость
Веледницька волость — адміністративно-територіальна одиниця Овруцького повіту Волинської губернії Російської імперії. Волосний центр — містечко  Велідники.
Станом на 1885 рік складалася з 17 поселень, 11 сільських громад. Населення — 4430 осіб (2270 чоловічої статі та 2160 — жіночої), 514 дворових господарств.
|                     | Площа, десятин | У тому числі орної, дес. |
| ------------------- | -------------- | ------------------------ |
| Сільських громад    | 7584           | 5470                     |
| Приватної власності | 7218           | 1010                     |
| Казенної власності  | 3              | —                        |
| Іншої власності     | 226            | 137                      |
| Загалом             | 15031          | 6617                     |

Основні поселення волості:
- Велідники — колишнє власницьке містечко при річці Іллімка за 25 верст від повітового міста, 310 осіб, 46 дворів, 2 православні церкви, костел, 2 єврейських молитовних будинки.
- Липники — колишнє власницьке село при річці Повча, 621 особа, 69 дворів, православна церква, постоялий будинок, 2 водяних млини, винокурний завод.
- Прибитки — колишнє власницьке село при річці Норинь, 565 осіб, 54 двори, постоялий будинок, 2 водяних млини.
- Сорокопень — колишнє власницьке село при річці Іллімка, 297 осіб, 38 дворів, каплиця.